# Rosemary Forsyth
Rosemary Forsyth (Montréal, 6 luglio 1943) è un'attrice e modella canadese naturalizzata statunitense.
Figlia di genitori separati, si è sposata tre volte: dal 1966 al 1970 con l'attore Michael Tolan, da cui ha avuto una figlia, Alexandra (1967); dal 1972 al 1975 con Ron Waranch, e dal 1980 al 1983 con Alan Horwits.
È stata anche legata dal 1968 al 1971 all'attore David Janssen.

## Filmografia parziale

### Cinema
- Shenandoah - La valle dell'onore (Shenandoah), regia di Andrew V. McLaglen (1965)
- Il principe guerriero (The War Lord), regia di Franklin J. Schaffner (1965)
- Texas oltre il fiume (Texas Across the River), regia di Michael Gordon (1966)
- La carta vincente (Where It's At), regia di Garson Kanin (1969)
- La terza fossa (What Ever Happened to Aunt Alice?), regia di Lee H. Katzin (1969)
- Per grazia rifiutata (How Do I Love Thee?), regia di Michael Gordon (1970)
- Con tanti cari... cadaveri detective Stone (Black Eye), regia di Jack Arnold (1974)
- Salvate il Gray Lady (Gray Lady Down), regia di David Greene (1978)
- Rivelazioni (Disclosure), regia di Barry Levinson (1994)
- Daylight - Trappola nel tunnel (Daylight), regia di Rob Cohen (1996)
- Fantasmi da Marte (Ghosts of Mars), regia di John Carpenter (2001)

### Televisione
- Mr. Broadway – serie TV, episodio 1x09 (1964)
- Operazione ladro (It Takes a Thief) – serie TV, episodio 1x09 (1968)
- La congiura (The Brotherhood of the Bell) – film TV, regia di Paul Wendkos (1970)
- Colombo (Columbo) – serie TV, episodio 1x01 (1971)
- Charlie's Angels – serie TV, episodio 1x03 (1976)
- Santa Barbara – soap opera, 40 episodi (1984)
- La signora in giallo (Murder, She Wrote) – serie TV, episodi 1x13-8x01 (1985-1991)
- Star Trek: Voyager – serie TV, episodio 4x07 (1997)
- E.R. - Medici in prima linea (ER) – serie TV, 1 episodio (2000)
- Senza traccia (Without a Trace) – serie TV, 2 episodi (2002-2005)

## Doppiatrici italiane
Nelle versioni in italiano delle opere in cui ha recitato, Rosemary Forsyth è stata doppiata da:
- Maria Pia Di Meo in Shenandoah - La valle dell'onore, Il principe guerriero, Texas oltre il fiume
- Fiorella Betti in La terza fossa
- Rosetta Calavetta in Charlie's Angels
- Sonia Scotti in Rivelazioni
- Emanuela Fallini in La signora in giallo (ep. 1x14)
- Renata Biserni in La signora in giallo (ep. 8x01)
- Angiola Baggi in Senza traccia (ep. 1x01)
- Cristina Boraschi in Senza traccia (ep. 3x22)
- Graziella Polesinanti in Detective Monk